# Slots- og Kulturstyrelsen
Slots- og Kulturstyrelsen er en styrelse af mange enheder under Kulturministeriet dannet 1. januar 2016 ved sammenlægning af Kulturstyrelsen og Styrelsen for Slotte og Kulturejendomme.
- Slots- og Kulturstyrelsen vedligeholder og udvikler en række af statens slotte, haver og ejendomme – i alt 800.000 m2 og 500 hektar haveanlæg. En stor del af slottene og haverne er åbne for offentligheden.

- Slots- og Kulturstyrelsen har ansvaret for fredede bygninger, beskyttede sten- og jorddiger, beskyttede fortidsminder, arkæologiske undersøgelser og står derudover for arbejdet med udpegning af UNESCO Verdensarv i Danmark og rådgivning af kommunerne om bevaring af kulturmiljøer.

- Slots- og Kulturstyrelsen kvalitetssikrer, yder støtte og bidrager til udviklingen af de danske kulturturinstitutioner, som dækker over biblioteker, folkehøjskoler, museer og en lang række forskellige kunstinstitutioner.

- Slots- og Kulturstyrelsen arbejder løbende med at udvikle kulturlivet i Danmark og er også involveret i arbejdet med at promovere dansk kultur i udlandet. Derudover har styrelsen ansvaret for konkrete regeringsinitiativer og samarbejdet med kommunerne om kulturaftaler.

- Slots- og Kulturstyrelsen varetager en lang række opgaver på medieområdet: Tilskud til trykte og netbaserede skrevne medier og til elektroniske medier; tilladelser til at sende radio og tv; behandling af klager over reklamer; statistik om mediebrug; lovgivningsarbejde; reglerne om frit valg af tv-leverandør mm. Styrelsen er sekretariat for både Radio- og tv-nævnet, Medienævnet og Bladpuljens fordelingsudvalg.

Styrelsen fører en fire offentlige databaser over dansk kulturarv. 
Der er tale om Kunstindeks Danmark, Museernes Samlinger, Fredede og bevaringsværdige bygninger og Fund og Fortidsminder. Dertil kommer to centralregistre, Fund og Fortidsminder og SARA, som museerne bruger til indberetning, og som er lukkede for offentligheden.
I forbindelse med udflytningen af statslige arbejdspladser i 2015 blev 62 stillinger fra enhederne Fortidsminder, Fredede og bevaringsværdige bygninger samt Bygningsbevaring flyttet til Nykøbing Falster.